# Megencephalon
Megencephalon — вимерлий рід хижих, знайдений у Вайомінгу. Рід містить такі види: Megencephalon primaevus.